# Rafael López-Pedraza
Rafael López-Pedraza (Santa Clara, Cuba, 21 de diciembre de 1920-Caracas, Venezuela, 9 de enero de 2011) fue un psicólogo, psicoterapeuta, docente universitario, conferenciante y escritor cubano-venezolano, así como analista junguiano representante de la escuela arquetipal en psicología analítica.

## Biografía

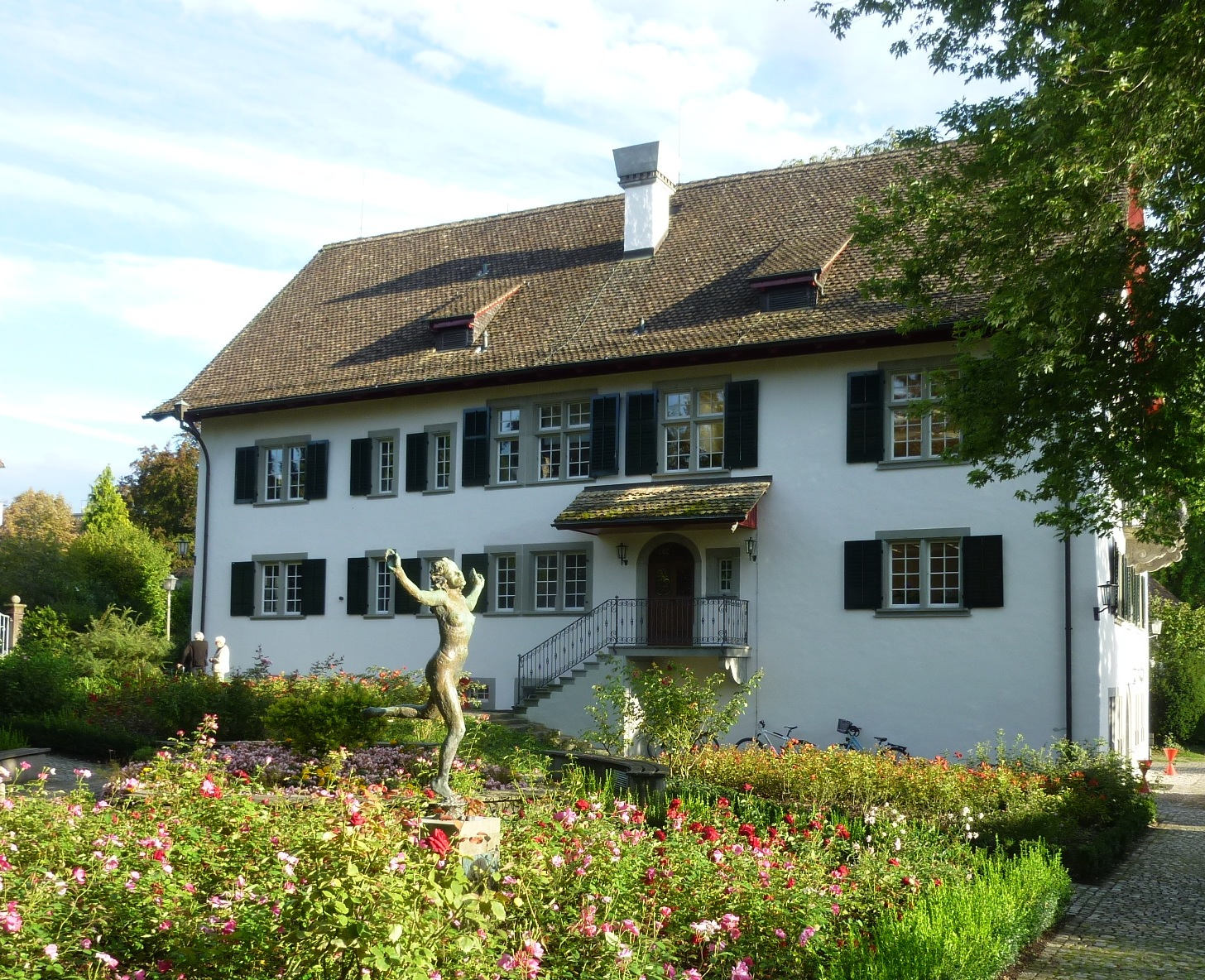
C.G. Jung-Institut Zürich, en donde López-Pedraza se formó a lo largo de once años.

Nació en Santa Clara, Cuba, en 1920, radicándose en Caracas, Venezuela, donde se licenciaría y adquiriría ciudadanía.
Posteriormente realizaría estudios avanzados en Inglaterra, en donde trabajó en el campo de la psicología analítica con la analista junguiana inglesa Irene Claremont de Castillejo, con quien se analizó. En 1962, viaja a Europa y durante once años estudia psicología analítica en el Instituto C.G. Jung de Zúrich, ejerciendo como psicoterapeuta en la Clínica Zürichberg. Allí su terapeuta fue James Hillman, coordinando un conjunto de seminarios que serían la matriz posterior de lo que se denominaría psicología arquetipal.
En 1974, regresa a Caracas e inicia su práctica psicoterapéutica privada, ejerciendo a su vez como docente y escritor. De 1976 a 1989 dicta seminarios de mitología clásica en la Escuela de Letras de la Universidad Central de Venezuela.
Miembro individual de la Asociación Internacional de Psicología Analítica (IAAP), ha dictado conferencias y seminarios tanto en Europa como en América, siendo reconocido internacionalmente por su labor en el campo de la psicología junguiana, especialmente en el área de la mitología.
Falleció en Caracas, Venezuela, el domingo 9 de enero de 2011 a los 90 años de edad.

## Obra
La obra de Rafael López-Pedraza fue publicada inicialmente por la editorial caraqueña Festina Lente y posteriormente, algunos de sus títulos, por la editorial mexicana Fata Morgana.
- Hermes y sus hijos (1977, originalmente publicada en inglés; 2001, reedición corregida de la segunda edición publicada por la Editorial Anthropos en 1991; Editorial Fata Morgana, 2006)
- Anselm Kiefer: la psicología de "Después de la Catástrofe" (1998)
- Dionisos en Exilio (2000; Editorial Fata Morgana, 2004)
- Ansiedad Cultural (2001, 2ª ed.)
- Sobre héroes y poetas (2002)
- Eros y Psique (2003; Editorial Fata Morgana, 2006)
- Artemisa e Hipólito: mito y tragedia (2005)
- Cuatro ensayos desde la psicoterapia (2006)
- Emociones: una lista (2008)
- Cuadernos de Pánaga I. Psicología arquetipal (Ediciones Fundajau, 2025)

### Obra reunida
En diciembre de 2021, la editorial española Pre-Textos dio inicio a la publicación de su Obra reunida. Sin embargo, dicha editorial sólo llegó a editar el primer volumen, abriéndose la vía para que otras editoriales continuasen con la labor de editar la Obra reunida.
- Rafael López-Pedraza (2021-). Obra reunida.[7][8][9][10][11]

1. Volumen 1. 460 páginas, incluye Hermes y sus hijos, Ansiedad cultural y Dionisos en exilio. Pre-Textos. 2021. ISBN 9788418935107.[12][13][14][15][16]
2. Volumen 2. Incluye Sobre héroes y poetas, De Eros y Psique, Artemisa e Hipólito: mito y tragedia, Cuatro ensayos desde la psicoterapia y Emociones: una lista.
3. Volumen 3. Incluye Anselm Kiefer: La psicología de «Después de la catástrofe» y Picasso: Belle Époque et période bleue.